# احمد فلاح رستگار
احمد فلاح رستگار(۱۲۹۰-) دادستان کل کشور در سالهای ۱۳۵۲–۱۳۵۷ بود.

## تولد و تحصیلات
احمد فلاح متولد سال ۱۲۹۰ متولد بوده و پس از اتمام تحصیلات متوسطه مدرسه عالی علوم سیاسی شد و لیسانس علوم قضائی را دریافت کرد.
او مدتی نیز در دانشگاه ملی به تدریس مشغول بود.

## فعالیت‌های اداری
احمد فلاح رستگار در تیر ۱۳۲۴ از دادیاری دیوان کیفر به بازپرسی این دیوان ارتقا یافت و مدارج ترقی را تا دادستانی کل کشور طی کرد. برخی از مشاغل وی عبارتند از: ریاست شعبه بدایت، مستشاری و ریاست شعبهٔ استیناف، ریاست کل محاکم دیوان کیفر، ریاست شعبهٔ ۱۲ دیوان عالی کشور